# 瓦斯 (厄尔-卢瓦省)
瓦斯（法語：Voise，法語發音：[vwaz]）是法国厄尔-卢瓦省的一个市镇，位于该省中东部，属于沙特尔区。

## 地理
瓦斯（48°24'1"N, 1°42'25"E）面积10.39 平方千米，位于法国中央-卢瓦尔河谷大区厄尔-卢瓦省，该省份为法国北部内陆省份，北起顺时针与厄尔省、伊夫林省、埃松省、卢瓦雷省、卢瓦-谢尔省、萨尔特省和奧恩省接壤。
与瓦斯接壤的市镇（或旧市镇、城区）包括：贝维尔勒孔特、弗朗库尔维尔、穆万维尔拉热兰、圣莱热德索贝、桑特伊。

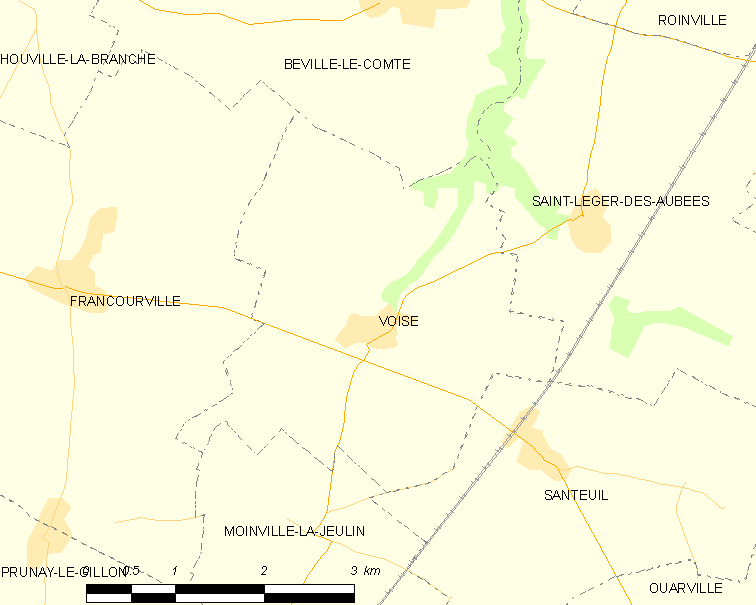
的OSM定位图

瓦斯的时区为UTC+01:00、UTC+02:00（夏令时）。

## 行政
瓦斯的邮政编码为28700，INSEE市镇编码为28421。

## 政治
瓦斯所属的省级选区为欧诺县。

## 人口

1962-2008年间人口变化图示

瓦斯于2022年1月1日时的人口数量为251人。